# Užupis

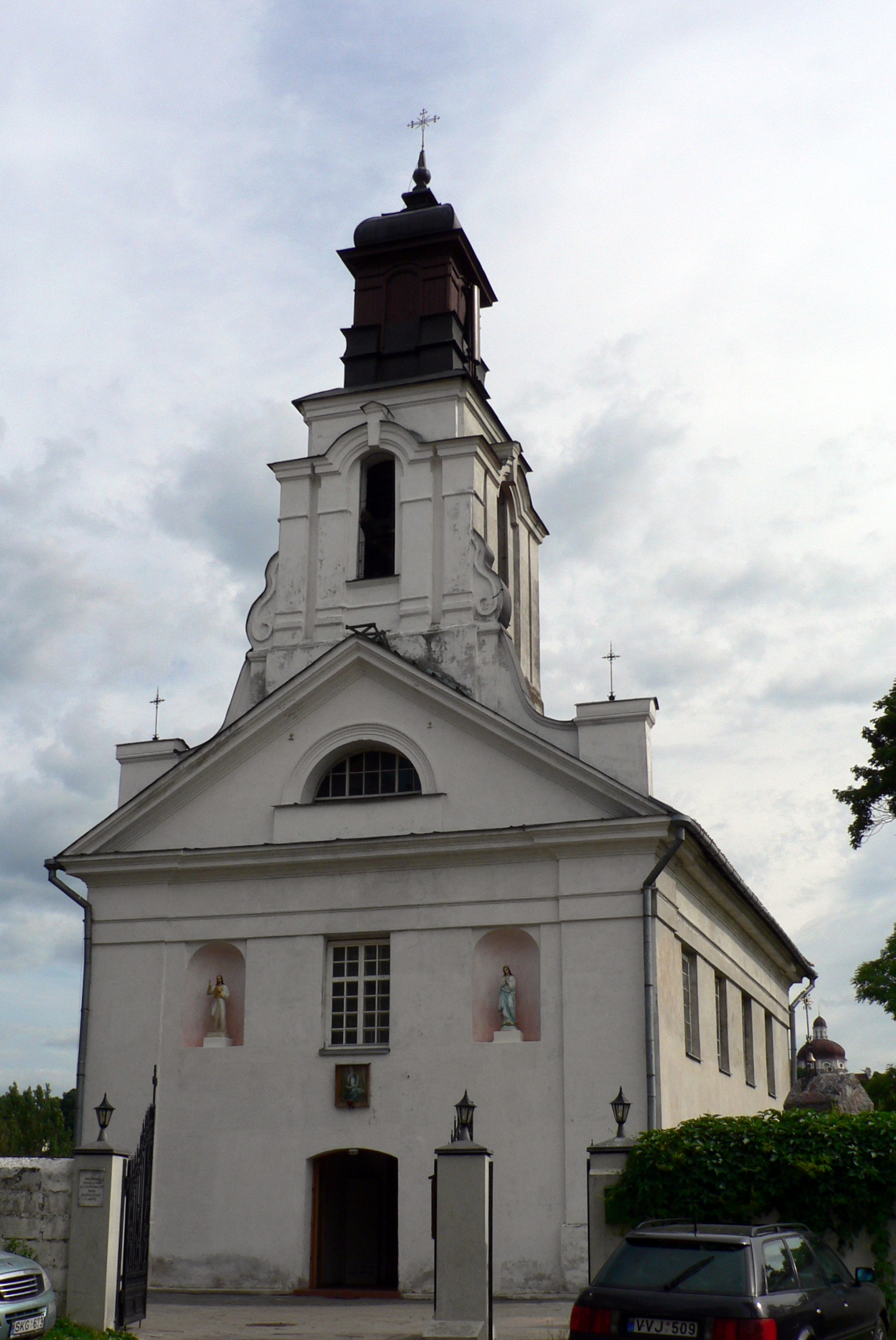
Església de Sant Bartomeu en Užupis

Užupis (en belarús: Зарэчча, en polonès: Zarzecze, en rus: Заречье) és un barri de Vílnius, la capital de Lituània, emplaçat majoritàriament al Centre històric de Vílnius, declarat Patrimoni de la humanitat per la UNESCO. Užupis significa «a l'altre costat del riu» en lituà i es refereix al riu Vilna, d'on deriva el nom de la ciutat. El districte és famós per la quantitat d'artistes que hi han habitat i encara hi habiten, de fet ha estat comparat amb Montmartre per la seva atmosfera bohèmia; les nombroses galeries d'art, els tallers dels artistes i els seus populars cafès. El primer d'abril de 1998, coincidint amb el dia del Peix d'abril, el districte s'autodeclara república independent (La República d'Užupis), amb un exèrcit de 12 persones.

## Geografia
Užupis és petit i està relativament aïllat, tenint al voltant de 0,5 km² de mida. Un costat està aïllat del Centre Històric pel riu Vilnia, per l'altre costat existeixen turons escarpats i vells edificis d'una àrea industrial edificada durant el govern Soviètic. Els primers ponts sobre el riu van ser construïts durant el segle xvi, quan la majoria dels habitants del districte eren jueus lituans.

## Història
Al districte es troba el Cementiri de Bernardine, un dels més antics de la ciutat. Al final del segle xix van viure a Užupis Fèliks Dzerjinski i més tard Mikalojus Konstantinas Čiurlionis. La majoria dels jueus que vivien en els seus voltants va desaparèixer durant l'Holocaust, i més tard, el cementiri jueu de Vílnius va ser destruït pels soviètics. Les cases que van quedar buides per l'extermini dels jueus van ser ocupades per elements marginals de la societat, rodamons i prostitutes. Fins i tot a la declaració d'independència de Lituània el 1990, era una de les àrees més abandonades de la ciutat, comptant amb nombroses cases en ruïna i sense serveis públics. La zona ha estat un refugi comú per a artistes i bohemis txecs des dels temps soviètics, i fins i tot avui en dia nombrosos artistes ocupen edificis abandonats a la vora del riu Vilnia.

## La República d'Užupis

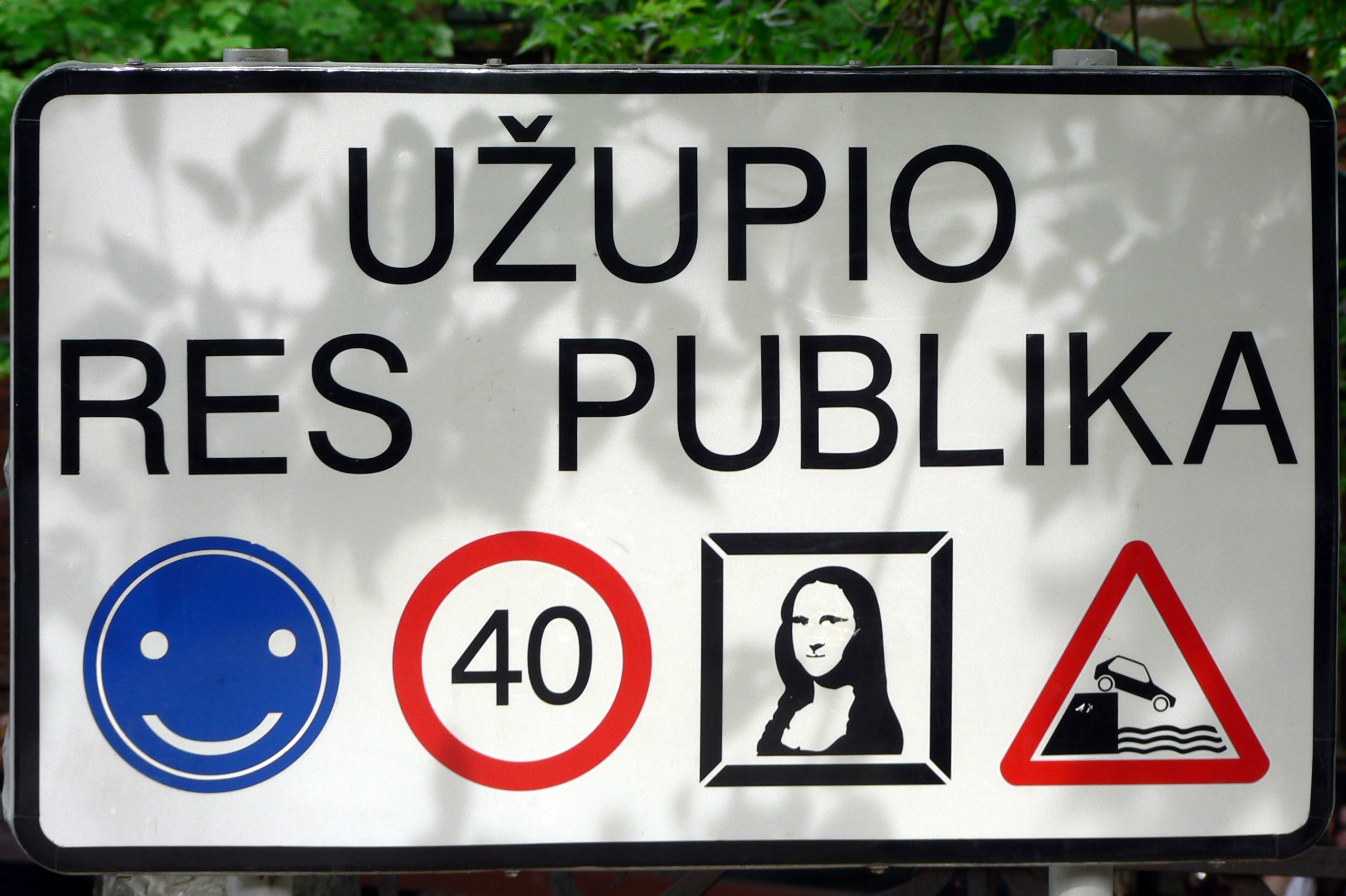
Senyal a la frontera d'Užupis

El 1998, els residents de l'àrea van declarar la «República d'Užupis», amb la seva pròpia bandera, moneda, president, constitució, i exèrcit (format aproximadament per 12-17 persones). Anualment se celebra la independència en el «Dia d'Užupis», a primers d'abril. Els esforços artístics són la màxima preocupació de la República i com no podia ser d'una altra manera, l'actual President de la República d'Užupis, Romas Lileikis, és poeta, músic i director de cinema.
Artūras Zuokas, antic alcalde de Vílnius, viu a Užupis i participa freqüent i activament als esdeveniments relacionats amb la República.
No és clar si la sobirania de la República, encara no reconeguda per cap govern, pretén ésser seriosa, humorística o una combinació d'ambdues. Per aquesta raó celebrar el dia de la independència d'Užupis el dia 1 d'abril (Peix d'abril) podria no ser una coincidència.

## Àngel d'Užupis
L'abril de 2002, una estàtua d'un àngel tocant una trompeta es va descobrir a la plaça principal. S'intentava simbolitzar el renaixement i la llibertat artística del districte. Prèviament s'havia col·locat temporalment una escultura d'un ou al mateix lloc. L'ou va ser objecte de moltes anècdotes. Després de substituir-se per una escultura més gran, l'ou es va vendre en una subhasta per 10.200 litas.